# Долгая Балка
До́лгая Ба́лка (укр. Довга Балка; до 2016 г. Артёма) — посёлок в Константиновском районе Донецкой области Украины.
Население по переписи 2001 года составляло 944 человека. Почтовый индекс — 85140. Телефонный код — 6272.

## История
В советское время в посёлке действовал молочный совхоз № 9 имени Артёма. В этом совхозе трудилась Герой Социалистического Труда Антонина Евдокимовна Перухина.

## Местный совет
85140 Донецкая область, Константиновский район, пос. Долгая Балка, ул. Центральная, 6а.